# Crocidura lanosa
Crocidura lanosa är en däggdjursart som beskrevs av Heim de Balsac 1968. Crocidura lanosa ingår i släktet Crocidura och familjen näbbmöss. IUCN kategoriserar arten globalt som starkt hotad. Inga underarter finns listade i Catalogue of Life.
Denna näbbmus förekommer i bergstrakter i östra Kongo-Kinshasa samt i Rwanda. Utbredningsområdet ligger 1850 till 2450 meter över havet. Arten lever i träskmarker med papyrusar (Cyperus). Den hittas till exempel i Kahuzi-Biega nationalpark samt vid Kivusjön.